# Etheostoma thalassinum
Etheostoma thalassinum är en fiskart som först beskrevs av David Starr Jordan och Alembert Winthrop Brayton, 1878.  Etheostoma thalassinum ingår i släktet Etheostoma och familjen abborrfiskar. Inga underarter finns listade i Catalogue of Life.